# Korthio
Korthio (řecky Κόρθιο) je řecká obecní jednotka na ostrově Andros v Egejském moři v souostroví Kyklady. Je jednou ze tří obecních jednotek na ostrově. Do roku 2011 byla obcí. Nachází se v jižní části ostrova a na severu sousedí s obecní jednotkou Andros. Její součástí je mimo jiné i stejnojmenná komunita a vesnice.

## Obyvatelstvo
Obecní jednotka Korthio se skládá ze 6 komunit, z nichž největší je komunita Ormos Korthiou. V závorkách je uveden počet obyvatel.
- Obecní jednotka Korthio (1948) o rozloze 81,918 km² — komunity: Kapparia (127), Korthio (636), Kochilos (87), Ormos Korthiou (700), Paleokastro (233), Sineti (165).
- Komunita Korthio (636) se skládá z vesnic Aidonia (84), Aipatia (79), Amonaklios (50), Korthio (116), Mousionas (37) a Piso Meria (270).